# Crambe feuilleei
Espèce
Crambe feuilleei est une espèce de plantes de la famille des Brassicaceae  et du genre des Crambe.